# Viljandimaa
Viljandi (estisk: Viljandi maakond) er et af Estlands 15 amter (maakond) og er beliggende i den sydlige del af landet.

## Historie
Viljandi var et vigtigt handelscentrum i middelalderen. Et antal slotsruiner er at finde i amtet.

## Politik
Den nuværende amtsborgmester er Kalle Küttis.

## Underinddelinger
Viljandi er underinddelt i en bykommune (estisk: linnad) og tre landkommuner (estisk: vallad).
Bykommune
- Viljandi

Landkommuner:
- Mulgi
- Põhja-Sakala
- Viljandi

58°20′00″N 25°35′00″Ø / 58.333333333333°N 25.583333333333°Ø